# Dorrenberg
Dorrenberg war eine Ortslage im Norden der bergischen Großstadt Wuppertal. Dorrenberg war in zwei Siedlungsplätze unterteilt, Oberer Dorrenberg (51° 15′ 58,9″ N, 7° 8′ 10,5″ O) und Unterer Dorrenberg (51° 15′ 57″ N, 7° 7′ 55,4″ O). Die Ortsbereiche wurden Mitte der 1960er Jahre infolge des Baus der Bundesautobahn 46 abgetragen, da sie bei der Trassierung der Fernstraße im Weg waren.

## Lage und Beschreibung
Oberer Dorrenberg lag auf einer Höhe von 190 m ü. NHN auf der Trasse der heutigen Bundesautobahn 46 zwischen der Anschlussstelle Wuppertal-Katernberg und der Kreuzung Hochstraße / August-Bebel-Straße im Süden des gleichnamigen Wohnquartiers Nevigeser Straße im Stadtbezirk Uellendahl-Katernberg. Unterer Dorrenberg lag nur wenige Meter weiter östlich auf gleicher Höhe ebenfalls auf der heutigen Autobahntrasse in Höhe der Verlängerung der heutigen Straße Unterer Dorrenberg. Benachbarte Ortslagen sind die beiden Siedlungsplätze Hülsbeck, Wüstenhof, Dreckloch, Kuckelsberg und Hölle.
Der Name Dorrenberg ist neben der Straße Unterer Dorrenberg hauptsächlich aufgrund des Dorrenberg-Tunnels der stillgelegten Wuppertaler Nordbahn, der den Siedlungsplatz Oberer Dorrenberg unterquert, im Bewusstsein der Bevölkerung erhalten. Ein Kleingartenverein ist nach der Ortslage Oberer Dorrenberg bekannt.

## Geschichte
Die Ortslage ist aus einem Hof hervorgegangen, der bereits 1302 urkundlich erwähnt wurde. Der Hof gehörte 1563 zum Höfeverband Elberfeld, der ein Allod des Kölner Erzstifts war und sich im Amt und Kirchspiel Elberfeld befand. Der Hof ist als Dornberg auf der Topographia Ducatus Montani des Erich Philipp Ploennies aus dem Jahre 1715 verzeichnet. Das östlich liegende Untere Dorrenberg ist dort als Dornhs (Dornhaus) verzeichnet.
1815/16 lebten 65 Menschen in Oberer Dorrenberg, 108 in Unterer Dorrenberg. 1832 gehörte Oberer Dorrenberg zur Katernberger Rotte des ländlichen Außenbezirks des Kirchspiels und der Stadt Elberfeld, Unterer Dorrenberg dagegen zur Mirker Rotte. Das laut der Statistik und Topographie des Regierungsbezirks Düsseldorf als Ackergüter kategorisierte Oberer Dorrenberg wurde als aufm obersten Dorrenberg bezeichnet und besaß zu dieser Zeit drei Wohnhäuser und sieben landwirtschaftliche Gebäude. Zu dieser Zeit lebten 60 Einwohner im Ort, davon drei katholischen und 57 evangelischen Glaubens.
Unterer Dorrenberg wurde als aufm untersten Dorrenberg bezeichnet und besaß zu dieser Zeit vier Wohnhäuser und fünf landwirtschaftliche Gebäude. Zu dieser Zeit lebten im als Ackergut und Handwerkerwohnung kategorisierten Ort 44 Einwohner, davon vier katholischen und 40 evangelischen Glaubens.
Von 1848 bis 1850 wurde im Ortsbereich der sogenannte Dorrenberger Kommunalweg ausgebaut, der von der Neviges-Elberfelder Kommunal-Chaussee durch Dorrenberg zum Elberfelder Ortszentrum führte (heutige Hochstraße). 1879 wurde die direkt am Ort vorbeiführende Wuppertaler Nordbahn eröffnet, die die Ortslage in einem Tunnel unterquerte. 1935 wurde die Straße Oberer Dorrenberg auf andere Straßen aufgeteilt.